# イジー・ルスノク
イジー・ルスノク（Jiří Rusnok、1960年10月16日 - ）は、チェコの政治家、経済学者。元首相。

## 経歴
オストラヴァのヴィートコヴィツェ生まれ。1984年、プラハ経済大学卒業。国家計画委員会および連邦政府の戦略計画省に勤務。
1998年、チェコ社会民主党に入党。ミロシュ・ゼマン政権で財務大臣、ウラジミール・シュピドラ政権で産業・貿易相を務めた。2003年、シュピドラ首相と対立し、大臣を辞任し、社民党からも離党した。
2013年6月、汚職問題で辞任したペトル・ネチャスに代わって、ゼマン大統領から首相に指名され、暫定政権を発足させるが、下院の信任を得ることができなかった。2013年10月の下院選挙を受けた連立交渉を経て、2014年1月に入り、チェコ社会民主党、キリスト教民主同盟＝チェコスロバキア人民党、それにANO 2011からなる連立政権の発足が決定し、首相職を退いた。
| 公職                  | 公職                                     | 公職                      |
| --------------------- | ---------------------------------------- | ------------------------- |
| 先代 ペトル・ネチャス | チェコ共和国首相 第10代：2013年 - 2014年 | 次代 ボフスラフ・ソボトカ |